# Depo Písnice (stanice metra)

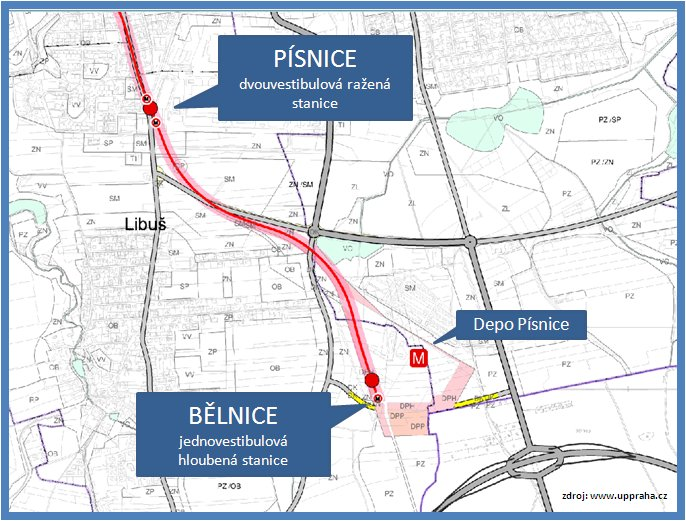
Starší zobrazení umístění stanice Depo Písnice (Bělnice) včetně depa.

Depo Písnice je chystaná stanice na lince D pražského metra. Bude se nacházet na úseku I.D2 na území čtvrti Písnice v obvodu Praha 4. Stavba stanice by měla být zahájena v roce 2025, ke zprovoznění by mělo dojít v roce 2029.

## Popis
Stanice Depo Písnice se bude nacházet na území čtvrti Písnice v obvodu Praha 4. Bude hloubená v hloubce 7 metrů.
Vznikne vedle bývalého masokombinátu Písnice, v současnosti vietnamské tržnice Sapa, v blízkosti ulice Vídeňská a Kunratické spojky. Datum výstavby zatím není stanoveno. V blízkosti stanice vznikne stejnojmenné depo a zázemí pro linku D. Později blízko stanice metra vznikne významná silniční spojka mezi Pražským okruhem a budoucí dálnicí D3. V dosahu depa vznikne nový autobusový terminál, kam budou zkráceny některé příměstské linky. V budoucnu se plánuje případné prodloužení do obce Jesenice.